# Chrysopidia orientalis
Chrysopidia orientalis är en insektsart som först beskrevs av Hölzel 1973.  Chrysopidia orientalis ingår i släktet Chrysopidia och familjen guldögonsländor. Inga underarter finns listade i Catalogue of Life.